# Pentru Patrie (revistă)
Pentru Patrie este revista centrală a Ministerului Administrației și Internelor (MAI), având apariție lunată. A fost înființată în anul 1949, fiind una dintre cele mai longevive publicații românești.
Din 1972 apare pe piața liberă, până atunci fiind distribuită doar în unitățile MAI, și devine, în scurt timp, foarte căutată și apreciată. La notorietatea publicației au contribuit, din plin, maeștri ai romanului polițist: Haralamb Zincă, Rodica Ojog-Brașoveanu, Olimpian Ungherea, Theodor Constantin sau Teodor Negoiță.
Din iunie 2011 revista deține și o ediție online.